# Crystal Dynamics
Crystal Dynamics è un'azienda statunitense produttrice di videogiochi con sede a Redwood City, California. La società venne fondata nel 1992 e nel 1998 venne acquisita dalla Eidos Interactive. Dopo l'acquisizione di Eidos Interactive da parte di Square Enix nel 2009, la Crystal Dynamics diviene una sua sussidiaria. La loro mascot ufficiale è il protagonista di uno dei loro primi videogiochi, Gex il Gecko.

## Storia
Crystal Dynamics è stata fondata a metà del 1992 da alcuni veterani di SEGA: Judy Lang, Madeline Canepa e Dave Morse. Crystal Dynamics è stato il primo sviluppatore con licenza per 3DO, una piattaforma per videogiochi finanziata da Kleiner Perkins. Nel 1993, Strauss Zelnick, presidente degli studi cinematografici della 20th Century Fox, è stato assunto per gestire la società. Questo contribuì all'interesse per gli investimenti multimediali nella metà degli anni 1990. Nel 1993 l'editoriale Electronic Gaming Monthly ha dichiarato "la nuova società di videogiochi più in voga sulla scena di alto livello è sicuramente Crystal Dynamics".
Crystal Dynamics divenne nota per aver sviluppato la serie Legacy of Kain e Gex, ma nel 2003, allo studio venne affidato lo sviluppo del franchise Tomb Raider dopo che lo sviluppatore originale, Core Design non riuscì a ottenere il successo della critica e commerciale con i loro ultimi Tomb Raider. Il loro primo gioco della serie pubblicato nel 2006, Tomb Raider: Legend è stato il gioco venduto più velocemente in tutta la serie, vendendo 4,5 milioni di unità in tutto il mondo. Crystal Dynamics ha recentemente co-sviluppato Tomb Raider: Anniversary insieme allo sviluppatore Buzz Monkey Software. Tomb Raider: Anniversary, remake del primo Tomb Raider, è stato pubblicato nel giugno 2007. Il successivo Tomb Raider: Underworld è stato pubblicato nel novembre 2008 su console. Nel 2010 viene pubblicato lo spin-off Lara Croft and the Guardian of Light, che non presentano il marchio Tomb Raider nonostante venga utilizzato il personaggio principale. Il gioco è stato reso disponibile solo per la distribuzione digitale. Venne poi sviluppato e pubblicato nel 2013 Tomb Raider, un reboot che ha introdotto la nuova storia di Lara Croft.
Nel dicembre del 2015, Square Enix ha annunciato che Darrell Gallagher, capo dello studio, aveva lasciato l'azienda. Il suo ruolo nella società è stata sostituita da Scot Amos e Ron Rosenberg.
Da gennaio a giugno 2009, Crystal Dynamics ha licenziato più di 30 dipendenti per riorientare i loro sforzi solo sulla serie Tomb Raider. Il 3 gennaio 2012, lo studio community manager Meagan Marie dissè che lo studio avrebbe rivelato una nuova IP nel 2012. In un podcast, pubblicato il 23 giugno 2012, il produttore esecutivo Scot Amos disse che il nuovo IP di Crystal Dynamics sarà "fresco e familiare" e che offrirà un'esperienza simile al nuovo gioco di Tomb Raider.
A maggio 2022 lo studio, insieme a Eidos-Montréal, è stato acquistato da Embracer Group.

## Giochi
| Videogioco                                   | Data di pubblicazione | Piattaforme                                                                  |
| -------------------------------------------- | --------------------- | ---------------------------------------------------------------------------- |
| Crash N Burn                                 | 1993                  | 3DO                                                                          |
| Total Eclipse                                | 1993                  | 3DO                                                                          |
| Off-World Interceptor                        | 1994                  | 3DO                                                                          |
| The Horde                                    | 1994                  | Windows, 3DO, Sega Saturn                                                    |
| Gex                                          | 1995                  | Windows, 3DO, Sega Saturn, PlayStation                                       |
| Samurai Shodown                              | 1995                  | 3DO                                                                          |
| Total Eclipse Turbo                          | 1995                  | PlayStation                                                                  |
| Off-World Interceptor Extreme                | 1995                  | PlayStation, Sega Saturn                                                     |
| Solar Eclipse                                | 1995                  | Sega Saturn                                                                  |
| Slam 'N Jam                                  | 1995                  | 3DO                                                                          |
| Slam 'N Jam '96 featuring Magic and Kareem   | 1996                  | Sega Saturn, PlayStation                                                     |
| Blazing Dragons                              | 1996                  | Sega Saturn, PlayStation                                                     |
| 3D Baseball                                  | 1996                  | Sega Saturn, PlayStation                                                     |
| Pandemonium                                  | 1996                  | Windows, Sega Saturn, PlayStation, N-Gage                                    |
| Pandemonium 2                                | 1997                  | Windows, PlayStation                                                         |
| Gex: Enter the Gecko                         | 1998                  | Windows, Nintendo 64, Playstation                                            |
| Akuji the Heartless                          | 1998                  | Playstation                                                                  |
| Gex 3: Deep Cover Gecko                      | 1999                  | Playstation, Nintendo 64                                                     |
| Legacy of Kain: Soul Reaver                  | 1999                  | Windows, Sega Dreamcast, Playstation                                         |
| Walt Disney World Quest: Magical Racing Tour | 2000                  | Game Boy Advance, Sega Dreamcast, Playstation                                |
| La carica dei 102: Cuccioli alla riscossa    | 2000                  | Windows, Sega Dreamcast, Playstation, GBA                                    |
| Legacy of Kain: Soul Reaver 2                | 2001                  | Windows, PlayStation 2                                                       |
| Mad Dash Racing                              | 2001                  | Xbox                                                                         |
| Blood Omen 2: Legacy of Kain                 | 2002                  | Windows, PlayStation 2, Nintendo GameCube, Xbox                              |
| Legacy of Kain: Defiance                     | 2003                  | Windows, PlayStation 2, Xbox                                                 |
| Whiplash                                     | 2003                  | PlayStation 2, Xbox                                                          |
| Project Snowblind                            | 2005                  | Windows, PlayStation 2, Xbox                                                 |
| Tomb Raider: Legend                          | 2006                  | Windows, PlayStation 2, Xbox, Xbox 360, Nintendo DS, PlayStation 2, PSP, GBA |
| Tomb Raider: Anniversary                     | 2007                  | Windows, Wii, PlayStation 2, Xbox 360, PlayStation 2, PSP, Mac OS, mobile    |
| Tomb Raider: Underworld                      | 2008                  | Windows, Xbox 360, Nintendo DS, Wii, PlayStation 2, PlayStation 3, Mac OS    |
| Lara Croft and the Guardian of Light         | 2010                  | Windows, Xbox 360, PlayStation 3, IOS                                        |
| Tomb Raider                                  | 2013                  | Windows, Xbox 360, Xbox One, PlayStation 3, PlayStation 4, Mac OS            |
| Lara Croft and the Temple of Osiris          | 2014                  | Windows, Xbox One, PlayStation 4                                             |
| Lara Croft: Relic Run                        | 2015                  | Windows Phone, IOS, Android                                                  |
| Rise of the Tomb Raider                      | 2015                  | Windows, PlayStation 4, Xbox 360, Xbox One                                   |
| Shadow of the Tomb Raider                    | 2018                  | Windows, PlayStation 4, Xbox One                                             |
| Marvel's Avengers                            | 2020                  | Windows, PlayStation 4, Xbox One, Google Stadia                              |
| Perfect Dark                                 | 2025                  | Windows, Xbox Series X/S                                                     |